# Opigena rutilans
Opigena rutilans är en fjärilsart som beskrevs av Sohn-rethel 1929. Opigena rutilans ingår i släktet Opigena och familjen nattflyn. Inga underarter finns listade i Catalogue of Life.